# Dlhá nad Váhom
Dlhá nad Váhom este o comună din Slovacia aflatâ în districtul Šaľa, regiunea Nitra. Localitatea se află la altitudinea de 115 m deasupra n.m., se întinde pe o suprafață de 9,07 km2 și în 2017 număra 888 de locuitori.

## Istoric
Dlhá nad Váhom este atestată documentar din 1113.

## Demografie
| An:                | 1994 | 2004   | 2014   | 2024   |
| ------------------ | ---- | ------ | ------ | ------ |
| Număr de persoane: | 878  | 906    | 864    | 925    |
| Diferență:         |      | +3,18% | −4,63% | +7,06% |

| An:                | 2023 | 2024   |
| ------------------ | ---- | ------ |
| Număr de persoane: | 928  | 925    |
| Diferență:         |      | −0,32% |